# Hamilton (Nouvelle-Zélande)
Pour les articles homonymes, voir Hamilton.
Hamilton (en maori de Nouvelle-Zélande : Kirikiriroa) est une ville de Nouvelle-Zélande, la septième en population et la quatrième si on compte la communauté urbaine (en). Elle est située à 130 kilomètres au sud d'Auckland, dans la région du Waikato dans l'Île du Nord. Le centre de la ville se situe sur les berges du fleuve Waikato.

## Histoire
La ville actuelle de Hamilton est très étendue. De nombreux villages māori ont existé dans cette région autour du Waikato depuis l'arrivée des Māori au deuxième millénaire. L'un d'entre eux, Kirikiriroa, était situé au niveau du centre-ville de la ville actuelle de Hamilton. À la suite des guerres territoriales des années 1860, de violents combats dans le Waikato opposent certaines tribus māori à l'armée britannique soutenue par des milices formées par les colons. Les populations māori fuient alors les combats et les colons s'installent peu à peu. La ville de Hamilton est fondée vers 1860 sur la rive occidentale du Waikato et les colons la nomment en l'honneur de John Charles Fane Hamilton, le capitaine écossais du navire de la marine britannique Esk, qui avait été tué lors de la bataille de Gate Pa, à Tauranga.

## Géographie

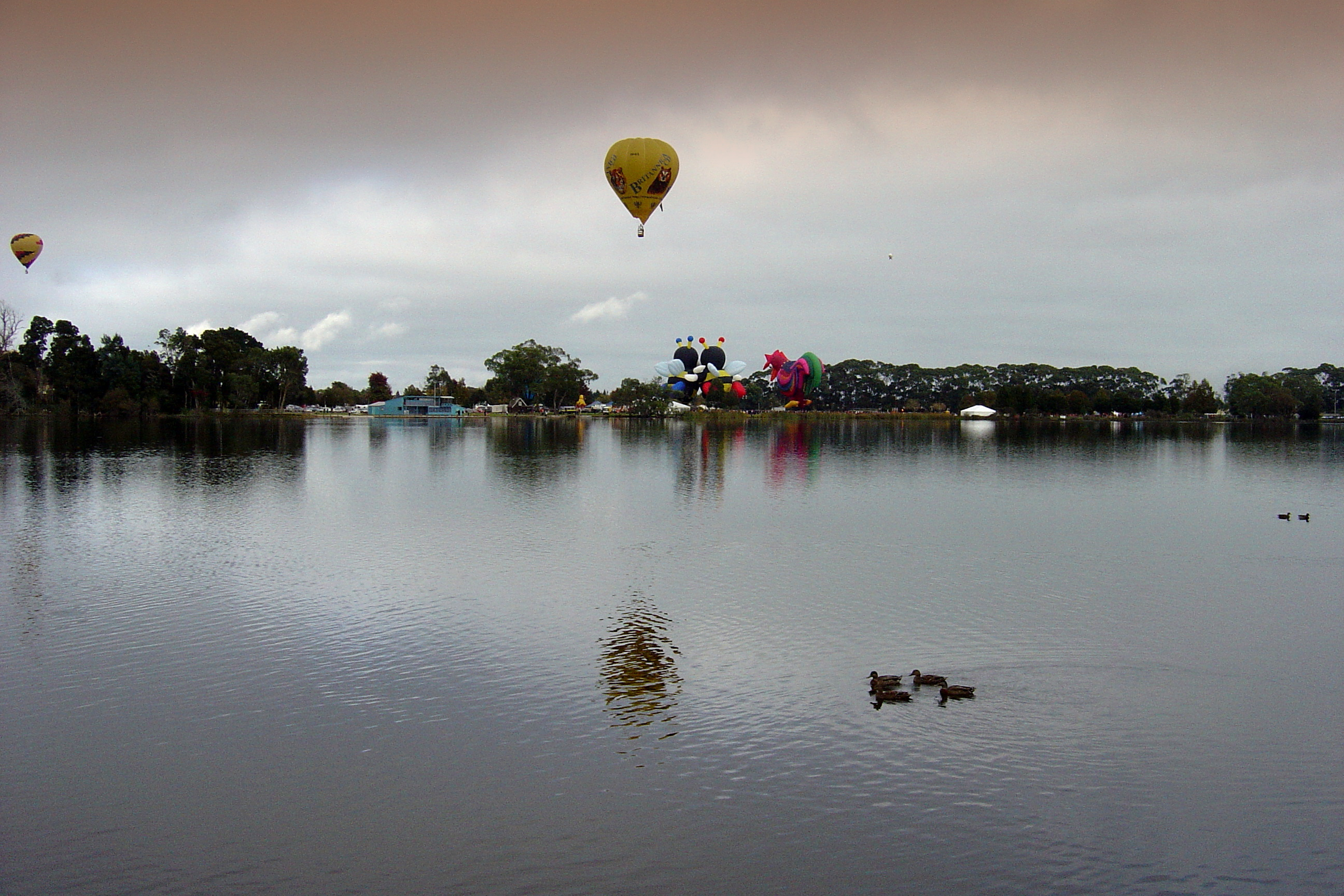
Hamilton Domain.

Hamilton est située dans la plaine fertile du Waikato, sur les berges du fleuve Waikato. Le Waikato n'est pas navigable à Hamilton. Hamilton est située à 130 kilomètres au sud d'Auckland et à cinquante kilomètres de la mer de Tasman. La ville est très plate, à l'exception de quelques reliefs autour de l'université du Waikato, du lac Hamilton et à l'ouest de la ville.

## Climat
Hamilton possède un climat océanique (Köppen: Cfb), avec des étés agréables et des hivers frais et pluvieux. Les temps maximales varient de 25,1 ºC en février à 14,1 ºC en juillet; tandis que les temps minimales rangent de 13,1 ºC en février à 3,8 ºC en juillet. L'été (de décembre à mars) est la saison la moins humide, mais les températures ne peuvent pas souvent dépasser 30 °C. En hiver, des brouillards et des gels sont fréquents, mais la ville n'est pas vraiment enneigée. La pluviométrie moyenne est assez haute: 1 124,2 mm, et il y a 119.5 jours pluvieux par an.
| Mois                                            | jan.  | fév.  | mars | avril | mai   | juin  | jui.  | août  | sep.  | oct.  | nov.  | déc.  | année   |
| ----------------------------------------------- | ----- | ----- | ---- | ----- | ----- | ----- | ----- | ----- | ----- | ----- | ----- | ----- | ------- |
| Température minimale moyenne (°C)               | 12,8  | 13,1  | 11,4 | 9,1   | 6,8   | 4,7   | 3,8   | 4,7   | 6,5   | 8,1   | 9,4   | 11,9  | 8,5     |
| Température maximale moyenne (°C)               | 24,6  | 25,1  | 23,4 | 20,3  | 17,2  | 14,8  | 14,1  | 14,9  | 16,6  | 18,1  | 20,1  | 22,5  | 19,3    |
| Record de froid (°C)                            | 1,1   | 0,5   | −2   | −3,9  | −5    | −9,9  | −7,5  | −5,6  | −4,1  | −2,9  | −0,8  | −2,2  | −9,9    |
| Record de chaleur (°C)                          | 32,9  | 33,3  | 32,6 | 29,7  | 24,3  | 22,3  | 19,8  | 21,8  | 23,6  | 26,6  | 28,4  | 34,7  | 34,7    |
| Ensoleillement (h)                              | 237,1 | 184,4 | 198  | 163,3 | 141,5 | 119,6 | 127,6 | 146,9 | 147,5 | 171,7 | 194,4 | 201,8 | 2 033,8 |
| Précipitations (mm)                             | 75,4  | 65    | 75,4 | 92,3  | 103,3 | 117,8 | 124,2 | 106,5 | 100,1 | 86    | 79    | 99,2  | 1 124,2 |
| dont nombre de jours avec précipitations ≥ 1 mm | 6,6   | 5,8   | 6,1  | 9,5   | 11,4  | 12,1  | 12,7  | 13,8  | 12,8  | 10,6  | 9     | 9,1   | 119,5   |
| Humidité relative (%)                           | 78,3  | 83    | 86,1 | 86,9  | 90,6  | 91,1  | 90,9  | 88,8  | 82,9  | 83,4  | 78,1  | 78,3  | 84,9    |

## Démographie
| Pays de naissance | Population |
| ----------------- | ---------- |
| Royaume-Uni       | 6 009      |
| Chine             | 3 504      |
| Inde              | 3 060      |
| Fidji             | 2 271      |
| Australie         | 2 223      |
| Philippines       | 2 040      |
| Corée du Sud      | 1 655      |
| Pays-Bas          | 654        |
| Samoa             | 618        |
| Malaisie          | 603        |

Hamilton compte plus de 130 000 habitants et la communauté urbaine 187 960. Environ 1,5 million de Néo-Zélandais, soit 40 % de la population vivent dans un rayon de 250 kilomètres autour de Hamilton.
Lors du recensement de 2006, la population de Hamilton était à 65,3 % d'origine européenne (Pākehā), à 19,9 % d'origine māori, à 10,6 % d'origine asiatique, à 4,7 % originaire des îles du Pacifique et à 1,5 % d'origine moyen-orientale, sud-américaine ou africaine. De plus, 10,6 % des habitants de Hamilton se définissaient comme Néo-Zélandais.

## Économie
Historiquement la ville est le centre de la plaine fertile du Waikato. Le climat clément et les fortes précipitations dans la région du Waikato offre de très bons pâturages aux fermiers du Waikato. La région produisait du beurre et du lait en poudre et répondait alors une grande part de la demande de la métropole britannique. Le transit de la production par Hamilton en a fait une ville prospère. À la suite de divers changement politiques et économiques (guerres mondiales, entrée du Royaume-Uni dans la communauté économique européenne, mondialisation du commerce, etc.) la ville a diversifié son économie.
L'industrie et le commerce sont des secteurs importants de l'activité économique de Hamilton. Le plus grand fournisseur de matériel aéronautique néo-zélandais, Pacific Aerospace est basé à Hamilton et la ville a la plus grande concentration de fabricants de remorqueurs. L'hôpital du Waikato (environ six cents lits se situe dans la ville et fournit des emplois (2 500 personnes y travaillent) dans le domaine de la santé.
La foire agricole National Agricultural Fieldays se déroule chaque année au salon d'exposition de Mystery Creek à Hamilton. Il s'agit de la plus grosse foire agricole de l'hémisphère sud. Mystery Creek est le plus grand salon d'exposition national et des événements de taille nationale s'y déroulent comme le salon de l'automobile et celui du bateau.
Le centre de recherche agricole Ruakura a conduit à de nombreuses innovations en agronomie, sur la santé et l'abattage des animaux et le traitement de la viande.

## Politique

### Conseil municipal
Hamilton est située dans la région administrative du conseil municipal de Hamilton (Hamilton City Council). Le conseil administre la septième autorité territoriale la plus peuplée du pays. Le conseil est formé de 13 conseillers et d'un maire, actuellement Andrew King. Le mandat des conseillers est de trois ans et la dernière élection a eu lieu en 2016.
Le conseil a six comités permanents (développement urbain, communauté et loisirs, gestion statutaire, transport, finances et audit et gestion des stades) et cinq sous-comités.
La ville de Hamilton fait partie de la région du Waikato et est contrôlée administrativement par Environment Waikato.

### Représentants
La ville de Hamilton est découpée en trois circonscriptions parlementaires : Hamilton Ouest, Hamilton Est et Tainui, une circonscription ethnique māori. Le député de la circonscription de Hamilton Ouest est Martin Gallagher, Nanaia Mahuta représente la circonscription Tainui. Tous deux sont membres du Labour (parti travailliste). David Bennett du parti national est le représentant de Hamilton Est.

## Études

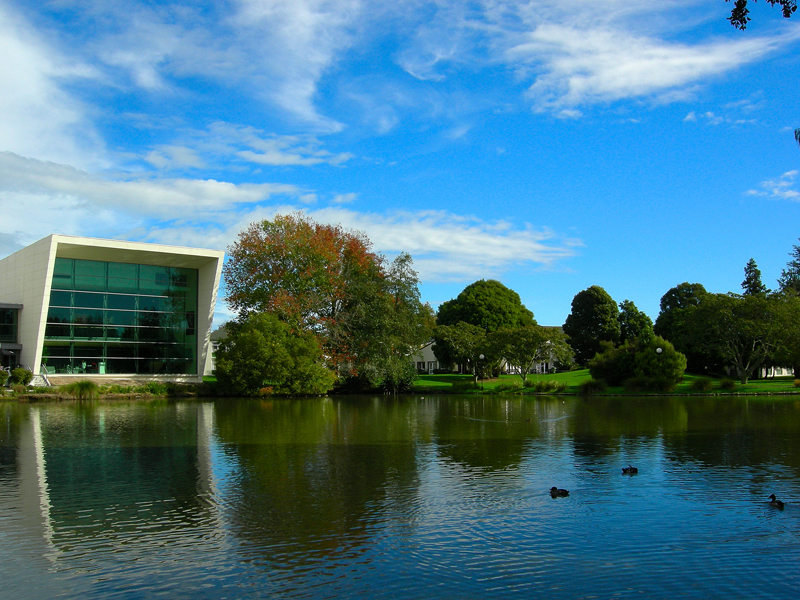
Site de l'université du Waikato.

Hamilton est une ville universitaire. Plus de 25 000 personnes étudient au niveau universitaire, la plupart dans l'une des deux université de la ville : l'université de Waikato et l'institut de technologie du Waikato (en).

## Patrimoine et culture
Le Waikato Museum of Art and History est situé à Hamilton, il contient des œuvres d'art néo-zélandais, des pièces historiques en particulier Te Winika, un des rares waka (canoë de guerre māori) datant d'avant la colonisation conservé. Il comprend aussi une galerie des arts postaux.
Hamilton compte trois théâtres : Founders Theater, Clarence Street Theater et The Meteor.
Hamilton Gardens (en) est l'attraction touristique la plus populaire de la région. Le parc est composé de jardins de différents types (jardin anglais, jardin à la française, jardin italien, jardin japonais, etc.) ainsi que de petits pavillons. Le Hamilton Gardens Summer Festival s'y déroule chaque année.
Hamilton possède six bibliothèques publiques et la bibliothèque centrale contient un fonds historique important. La ville dispose aussi d'un zoo et d'un casino.
En 2004, le conseil municipal a fait ériger, à la place de l'ancien cinéma Embassy, une statue en bronze de Richard O'Brien, créateur du Rocky Horror Picture Show et ancien habitant de la ville. La statue représente O'Brien dans son personnage de Riff Raff en costume de cosmonaute.
Au nord de Hamilton se trouve le village de Ngaruawahia (en), capitale du mouvement royaliste māori lors de la Seconde Guerre territoriale, centre de la culture māori, qui héberge le Marae de Turangawaewae (en)  et la demeure du roi māori Tuheitia Paki.
Le 12 juin 2020, à la demande de la communauté maorie, le conseil municipal de la ville retire la statue de John Hamilton. L'hommage rendu à ce commandant britannique, auquel cette ville doit son nom, était critiqué pour la participation du personnage aux combats contre les indigènes, qui défendaient leurs terres face à l'expansion coloniale au XIXe siècle,.

## Religion
Hamilton est le siège du diocèse catholique de Hamilton érigé en 1980, avec la cathédrale de la Bienheureuse-Vierge-Marie.

## Sports

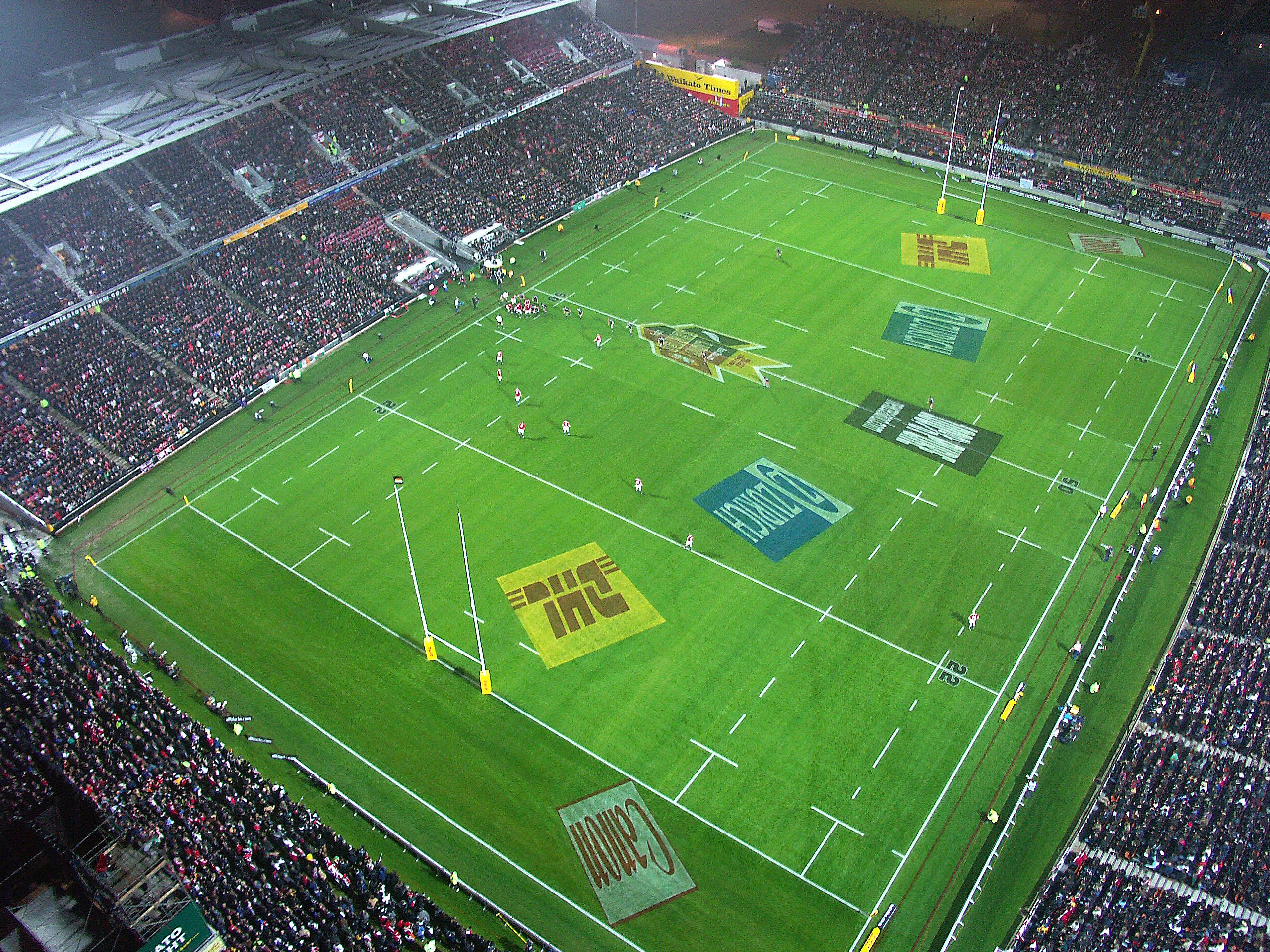
Waikato Stadium.

Deux équipes professionnelles de rugby à XV sont basées à Hamilton : les Chiefs qui jouent en Super 15 et le Waikato Rugby Union qui joue dans l'Air New Zealand Cup. Les deux équipes jouent à domicile au Waikato Stadium. Les couleurs de ces équipes sont rouge et jaune à bandes noires ; la mascotte de la province est Mooloo, une vache à forme humaine.
Le club de football Waikato Football Club évolue dans le championnat de Nouvelle-Zélande de football et joue au Waikato Stadium.
Seddon Park (anciennement Westpac Park) est le principal terrain de cricket de Hamilton. Des rencontres internationales (sur un jour) et des séries (sur plusieurs jours) de cricket s'y déroulent.
Une étape du Championnat du monde des rallyes (WRC) s'est déroulée à Hamilton en 2006 et une course de V8 Supercars est prévue à partir 2008 par AVESCO (en) à la suite de l'approbation du conseil municipal de la ville.
Le lac Karapiro a accueilli plusieurs compétitions sportives d'aviron pour Hamilton : les épreuves d'aviron des Jeux de l'Empire britannique de 1950, les Championnats du monde d'aviron 1978 et les Championnats du monde d'aviron 2010.

## Infrastructures de transport

### Transport aérien
L'aéroport international de Hamilton est en profonde rénovation. Des lignes desservent les principaux aéroports nationaux comme Wellington et Christchurch ainsi que des plus petits aérodromes de l'île du Nord. Des vols internationaux permettent de rejoindre les principaux aéroports polynésiens et australiens. La compagnie à bas prix Freedom Air est principalement basée à Hamilton.

### Transport routier
La ville est relativement étendue en surface et la voiture est le moyen de transport privilégié des habitants. Hamilton étant construite le long du Waikato, sept ponts routiers ont été construits pour traverser le fleuve. Lors des heures de pointe, les ponts sont relativement embouteillés mais pas le reste de la ville. De nombreux parkings sont disponibles en ville pour les véhicules.
L'utilisation des transports en commun par bus (il n'y a ni métro, ni tramway à Hamilton) est en augmentation constante depuis quelques années.
La nationale 1 (State Highway 1) de Nouvelle-Zélande, la principale voie routière du pays passe dans la banlieue occidentale de Hamilton et rejoint la nationale 3 (State Highway 3) à l'intérieur de la ville. Le réseau routier régional est le plus dense et le plus fréquenté du pays.

### Transport ferroviaire
Hamilton est un nœud ferroviaire faisant la jonction entre la ligne de la côte Est et la ligne de l'île du Nord. Les passagers s'arrêtent à la gare de Frankton Junction.
Il existe une gare souterraine désaffectée dans le centre-ville de Hamilton. Elle est située sur la ligne de la côte est.

## Personnalités liées à Hamilton
- Joseph Manu, joueur de rugby a XIII, né a Hamilton ;
- Jacinda Ardern, actuelle Première ministre, est née à Hamilton
- Helen Clark, ancienne Première ministre, est née à Hamilton ;
- Richard O'Brien, le créateur du Rocky Horror Picture Show a vécu à Hamilton ;
- Howden Ganley, pilote automobile ;
- John Mitchell, ancien joueur de rugby à XV et ancien entraîneur de l'équipe nationale de rugby à XV ;
- Bob Simcock, ancien maire ;
- Kimbra, chanteuse ;
- Joanna Margaret Paul, artiste et poète, née à Hamilton ;
- Marco Rojas, joueur international de football ;
- Nico Porteous, skieur acrobatique, médaillé olympique ;
- Elsie Locke, écrivaine et militante politique ;
- Hilda Ross, femme politique.

## Jumelages
Hamilton est jumelée avec trois villes :
- Sacramento (États-Unis) ;
- Saitama (Japon) ;
- Wuxi (Chine).